# The Madness Fall Tour
The Madness Fall Tour è stato il secondo tour musicale del cantante canadese The Weeknd, a supporto del secondo album in studio Beauty Behind the Madness (2015).

## Scaletta
Questa scaletta rappresenta quella del concerto del 16 novembre 2015 a New York City. Non è, pertanto, rappresentativa per tutti gli spettacoli del tour.
1. Real Life
2. Losers
3. Acquainted
4. Often
5. High for This
6. The Party
7. King of the Fall
8. Crew Love
9. Or Nah (remix)
10. Professional
11. The Morning
12. House of Balloons / Glass Table Girls
13. Tell Your Friends
14. The Birds, Pt. 1
15. Shameless
16. Earned It
17. Dark Times
18. As You Are
19. Angel
20. Dirty Diana (cover di Michael Jackson) / In the Night
21. Can't Feel My Face
22. Prisoner
23. The Hills
24. Wicked Games

## Date del tour
| Data             | Città            | Stato        | Luogo                      | Artisti d'apertura  | Biglietti venduti / Biglietti disponibili | Incasso      |
| Nord America     | Nord America     | Nord America | Nord America               | Nord America        | Nord America                              | Nord America |
| ---------------- | ---------------- | ------------ | -------------------------- | ------------------- | ----------------------------------------- | ------------ |
| 3 novembre 2015  | Toronto          | Canada       | Air Canada Centre          | Banks Travis Scott  | 33.036 / 33.036                           | $2.330.610   |
| 5 novembre 2015  | Toronto          | Canada       | Air Canada Centre          | Banks Travis Scott  | 33.036 / 33.036                           | $2.330.610   |
| 6 novembre 2015  | Chicago          | Stati Uniti  | United Center              | Banks Travis Scott  | N.D.                                      | N.D.         |
| 7 novembre 2015  | Auburn Hills     | Stati Uniti  | The Palace of Auburn Hills | Banks Travis Scott  | 15.184 / 15.184                           | $1.099.963   |
| 11 novembre 2015 | Newark           | Stati Uniti  | Prudential Center          | Banks Travis Scott  | 13.164 / 13.164                           | $936.802     |
| 12 novembre 2015 | Worcester        | Stati Uniti  | DCU Center                 | Banks Travis Scott  | 11.256 / 11.256                           | $793.495     |
| 14 novembre 2015 | Uncasville       | Stati Uniti  | Mohegan Sun Arena          | Banks Travis Scott  | 6.752 / 6.752                             | $627.320     |
| 15 novembre 2015 | Washington, D.C. | Stati Uniti  | Verizon Center             | Banks Travis Scott  | 14.972 / 14.972                           | $1.174.584   |
| 16 novembre 2015 | New York City    | Stati Uniti  | Madison Square Garden      | Banks Travis Scott  | 14.817 / 14.817                           | $1.299.553   |
| 18 novembre 2015 | New York City    | Stati Uniti  | Barclays Center            | Banks Travis Scott  | 30.420 / 30.420                           | $2.362.466   |
| 19 novembre 2015 | New York City    | Stati Uniti  | Barclays Center            | Banks Travis Scott  | 30.420 / 30.420                           | $2.362.466   |
| 24 novembre 2015 | Montréal         | Canada       | Bell Centre                | Travis Scott        | 16.863 / 16.863                           | $959.606     |
| 27 novembre 2015 | Winnipeg         | Canada       | Bell MTS Place             | Halsey Travis Scott | N.D.                                      | N.D.         |
| 29 novembre 2015 | Calgary          | Canada       | Scotiabank Saddledome      | Halsey Travis Scott | N.D.                                      | N.D.         |
| 30 novembre 2015 | Edmonton         | Canada       | Rexall Place               | Halsey Travis Scott | 13.715 / 13.715                           | $807.330     |
| 2 dicembre 2015  | Vancouver        | Canada       | Rogers Arena               | Halsey Travis Scott | N.D.                                      | N.D.         |
| 5 dicembre 2015  | Oakland          | Stati Uniti  | Oracle Arena               | Halsey Travis Scott | 14.680 / 14.680                           | $1.153.713   |
| 6 dicembre 2015  | San Jose         | Stati Uniti  | SAP Center                 | Halsey Travis Scott | N.D.                                      | N.D.         |
| 8 dicembre 2015  | Inglewood        | Stati Uniti  | The Forum                  | Banks Travis Scott  | 28.979 / 28.979                           | $2.861.328   |
| 9 dicembre 2015  | Inglewood        | Stati Uniti  | The Forum                  | Banks Travis Scott  | 28.979 / 28.979                           | $2.861.328   |
| 13 dicembre 2015 | Houston          | Stati Uniti  | Toyota Center              | Halsey Travis Scott | 13.208 / 13.208                           | $1.134.829   |
| 15 dicembre 2015 | Atlanta          | Stati Uniti  | Philips Arena              | Halsey Travis Scott | 14.438 / 14.438                           | $917.808     |
| 17 dicembre 2015 | Tampa            | Stati Uniti  | Amalie Arena               | Halsey Travis Scott | 14.435 / 14.435                           | $933.095     |
| 19 dicembre 2015 | Miami            | Stati Uniti  | American Airlines Arena    | Halsey Travis Scott | 14.500 / 14.500                           | $1.217.265   |
| Totale           | Totale           | Totale       | Totale                     | Totale              | 268.428 / 268.428 (100%)                  | $20.686.177  |